# ملیسا بولونا
ملیسا بولونا (به انگلیسی: Melissa Bolona) (زاده ۲۸ دسامبر ۱۹۸۹) بازیگر، مدل آمریکایی است.
از فیلم‌های معروف او می‌توان به بازی در فیلم قانون جنگل، مؤسسه، مارا و بدنهاد و سرقت طوفانی محصول ۲۰۱۸ اشاره کرد.